# Kamenyané
Kamenyané (en macédonien Камењане ; en albanais Kamjani) est un village du nord-ouest de la Macédoine du Nord, situé dans la municipalité de Bogovinyé. Le village comptait 4834 habitants en 2002. Il est majoritairement albanais.

## Démographie
Lors du recensement de 2002, le village comptait :
- Albanais : 4 825
- Bosniaques : 1
- Autres : 8